# وليام تشاندليس
وليام تشاندليس (بالإنجليزية: William Chandless)‏ وليام (7 نوفمبر 1829 -5 مايو 1896) كان أحد المستكشفين الإنجليز لحوض الأمازون في 1860s. وخلال هذا الوقت عاش في ماناوس (الآن عاصمة ولاية أمازوناس في البرازيل) حيث استكشف العديد من روافد نهر الأمازون الجنوبية وكما أنه كان متصلاً بالقبائل الأصلية المختلفة.
تشاندلس أرسل التقارير من رحلاته إلى الجمعية الجغرافية الملكية، التي نشرتها له في المجلة في عام 1866، وبعد استكشافه ومسحه لنهر بوروس، منحت الجمعية له ميدالية الرعاية.
مؤخرا، في عام 2003، مُنح اسمه على الحديقة الوطنية على الحدود مع البرازيل وبيرو، تكريما له. كما تم تحميل اسم نهر يمر عبر المنطقة باسمه.